# Betfair
Betfair este o companie de jocuri de noroc online care gestionează cel mai mare schimb de pariuri online din lume. De asemenea, oferă pariuri sportive (pariuri cu cote fixe), cazinou online, poker online și bingo online. Sediul companiei este situat în Hammersmith din West London, Marea Britanie și Clonskeagh, Dublin. A fost cotată la Bursa de Valori din Londra ca Betfair Group plc, până când a fuzionat cu Paddy Power pentru a forma Paddy Power Betfair acum Flutter Entertainment la 2 februarie 2016. A fost aprobat pentru a organiza jocuri de noroc de ONJN.